# La Terreur des Zygons
La Terreur des Zygons (Terror of the Zygons) est le quatre-vingtième épisode de la première série de la série télévisée britannique de science-fiction Doctor Who. Originellement diffusé en quatre parties, du 30 août au 20 septembre 1975, il commence la treizième saison en finissant un arc narratif ayant commencé dans Robot.

## Accroche
Le Docteur et ses compagnons sont appelés par le Brigadier afin d'enquêter sur la disparition de plateformes pétrolières ayant lieu en Écosse. Bien vite, ils vont avoir affaire à une population locale hostile, ainsi qu'aux manigances de mystérieux extra-terrestres.

## Distribution
- Tom Baker (V. F. : Jacques Ferrière) — Le Docteur
- Ian Marter (V. F. : Maurice Sarfati) — Harry Sullivan
- Elisabeth Sladen (V. F. : Catherine Lafond) — Sarah Jane Smith
- Nicholas Courtney — Brigadier Lethbridge-Stewart
- John Levene — RSM Benton
- John Woodnutt — Le Duc de Forgill/Broton
- Lillias Walker — Sœur Lamont
- Robert Russell — Le Caber
- Keith Ashley, Ronald Gough — Les Zygons
- Angus Lennie — Angus
- Tony Sibbald — Huckle
- Hugh Martin — Munro
- Bruce Wightman — Opérateur radio
- Bernard G. High — Le Caporal
- Peter Symonds — Le Soldat

## Résumé
Appelé par le Brigadier en urgence dans un petit village écossais, Docteur, Sarah et Harry sont conduits à l'auberge où l'équipe d'U.N.I.T. a établi son QG par le Duc de Forgill, une personne froide et énigmatique. Le Brigadier informe le Docteur que des plates-formes pétrolières semblent avoir mystérieusement disparue dans les environs et malgré sa réticence à être appelé pour ce qu'il estime être un « fait mineur » le Docteur accepte de mener l'enquête. En interrogeant Angus, le gérant de l'hôtel, Sarah s'aperçoit assez vite que Huckle, le dirigeant de la compagnie pétrolière des environs est mal vu des habitants. Celui-ci lui explique que non loin se trouve Tulloch Moor où de mystérieuses disparitions ont eu lieu depuis plusieurs siècles.
Alors qu'il tente de sauver Munro, un des survivants de l'écroulement d'une des plates-formes pétrolières, Harry se fait tirer dessus par un des hommes du Duc, surnommé « Le Caber ». Alors qu'il enquête sur de mystérieuses traces de dents, le Docteur s'aperçoit que les plateformes sont attaquées par une créature possédant des dents surdimensionnées. Il est alors observé par des extra-terrestres, les Zygons, qui estime qu'il en sait trop. Alors qu'elle interroge Harry à l'hôpital, Sarah est attaquée par l'un d'entre eux. Le Docteur la retrouve plus tard dans une chambre de décompression. Il l'hypnotise afin qu'elle puisse survivre en tenant une respiration régulière.
Harry est emmené par les Zygons dans leur vaisseau sous la mer où ils vivent depuis des centaines d'années et présenté à leur chef, Broton. Leur monde ayant été détruit par une explosion stellaire, ils tentent de prendre contrôle de la Terre. Pour cela ils utilisent un monstre marin, le Skarasen, venu de leur planète afin de faire exploser les ressources terriennes. Peu de temps après, le village est plongé dans un gaz somnifère, mais le Docteur, Sarah et Benton arrivent à y échapper.
Un Zygon prend l'apparence d'Harry et tente de s'introduire dans l'auberge. Seulement, son comportement étrange alerte Sarah qui l'attaque dans une grange avec une fourche. Celui-ci tombe et révèle sa forme initiale. Le Docteur, Sarah et le Brigadier prennent conscience qu'ils sont observés par une force extra-terrestre. Devançant la menace, les Zygons décident de lâcher le Skarasen pour tuer le Docteur. Ils pensent avoir réussi.
Le Docteur, le Brigadier et Sarah décident de demander de l'aide au Duc, car ils pensent que sa bibliothèque concernant le monstre du Loch Ness contiendrait des informations sur le Skarasen A l'auberge, Angus découvre un micro caché à l'intérieur d'une tête de cerf offerte par le Duc et se fait tuer par un Zygon ayant pris la forme de Sœur Lamont, l'infirmière locale. Il se fait poursuivre par Benton, qui alerte le Docteur et le Brigadier. Laissant Sarah faire les recherches seule, elle trouve un passage secret menant au repaire des Zygons et libère Harry. Ils réussissent à s'enfuir.
S'aventurant à l'intérieur du repère, le Docteur est enfermé par les Zygons. Alors que leur vaisseau est bombardé par les soldats du Brigadier, ils le font décoller et prennent la fuite avant d'atterrir dans une carrière abandonnée. Broton décide d'impressionner le Docteur en prenant la forme du Duc. Il lui annonce que la conquête de la Terre est proche. Laissé seul, le Docteur réussi à sortir de sa prison et libère le Duc, Sœur Lamont et le Caber. Il réussit à s'enfuir avec eux en commandant l'auto-destruction du vaisseau.
Alors que Broton est dehors, il fait sortir le Skarasen à l'intérieur de Londres, non loin d'une conférence énergétique à laquelle la plupart des dirigeants du monde devront assister. Broton est tué par le Brigadier en tentant de s'introduire dans la conférence et le Docteur réussit à repousser le Skarasen pour qu'il retourne au loch Ness. Le Docteur propose à ses compagnons de les raccompagner via le TARDIS, mais seule Sarah Jane accepte.

### Continuité
- Cet épisode, prévu pour être le dernier de la saison 12 commence immédiatement où finit l'épisode précédent et termine l'arc entamé depuis l'épisode Robot. C'est la dernière aventure avec Harry Sullivan en tant que compagnon régulier du Docteur.
- Le Brigadier passe un coup de fil au premier ministre qu'il appelle "Madame". L'idée était que les épisodes où le Docteur aide UNIT se déroulaient dans un futur proche mais indéterminé. Or, Margaret Thatcher était à l'époque à la tête du Parti conservateur et deviendra la première femme première ministre en 1979.
- Dans l'épisode L'École des retrouvailles (2006) Sarah Jane explique à Rose Tyler qu'elle a déjà vu le monstre du Loch Ness. L'épisode Timelash de 1985 donnera d'ailleurs une autre origine à ce monstre.
- Le Docteur aide Sarah à respirer grâce à une technique qu'il a appris auprès d'un moine tibétain. On sait que le Docteur est venu plusieurs fois au Tibet dans The Abominable Snowmen.
- Si les Zygons réapparaitront dans certains romans ou des pièces radiophoniques issues de la série, ils n'auront le droit qu'à une mention rapide en 2012 dans « L’Invasion des cubes » lorsque le repas d'Amy et de Rory dans le tout nouveau hôtel Savoy est gâché par "un vaisseau spatial Zygon garé sous l'hôtel Savoy." Ils réapparaîtront finalement en 2013 dans « Le Jour du Docteur » l'épisode anniversaire des 50 ans de la série[1].

## Production
À l'origine cet épisode devait conclure la saison 12, ce qui s'explique par le fait que les événements s'enchaînent les uns aux autres. Or, au début de l'année 1975, la  rumeur d'une nouvelle série de science fiction de Gerry et Silvia Anderson intitulée Cosmos 1999 commença à inquiéter les décideurs de la BBC. Afin de contrer l'audience de la nouvelle série, ils décidèrent qu'au lieu d'avoir lieu au début de l'année, les nouvelles saisons de Doctor Who commenceraient alors en septembre à dater de la saison 13. Le travail sur la nouvelle saison dut être accéléré et il fut décidé de décaler l'épisode en début de saison.

### Scénarisation
En devenant le nouveau script-éditor (responsable des scénarios) de la série, Robert Holmes engagea de nouveaux scénaristes afin de donner un coup de jeune à la série. Il rencontrera Robert Banks Stewart un scénariste ayant travaillé pour des séries comme Chapeau melon et bottes de cuir, Destination Danger ou Le Saint. Originaire d'Écosse, Stewart voulut écrire une aventure se déroulant dans son pays natal et expliquant les origines du monstre du Loch Ness. L'épisode, originellement en six parties, fut commissionné le 12 mars 1974 sous le titre de Loch Ness.
Assez peu habitué à la série, Stewart écrivit les personnages du Docteur, de Sarah et Harry comme ceux de Chapeau Melon et le script connu de nombreuses rectifications avant de passer en quatre parties à la fin de l'année. Ainsi à l'origine, l'histoire se concentrait beaucoup plus sur le Skarasen et Holmes demandera qu'il parle plus des Zygons qu'il trouvait bien plus intéressants. Au début de l'année 1975, l'épisode connaîtra de nombreux titres de travail : “The Loch Ness Monster” (Le monstre du Loch Ness), “The Secret Of The Loch” (Le secret du Loch) et “The Secret Of Loch Ness” (Le secret du Loch Ness).
Le producteur Philip Hinchcliffe estima que le personnage d'Harry Sullivan n'était plus très utile dans la série. En effet, le personnage avait originellement été créé afin de servir d'homme d'action de la série au cas où le nouveau Docteur serait joué par un homme trop vieux. Or, il estima que Tom Baker était parfaitement capable de faire les scènes d'action sans l'aide d'un assistant masculin. Holmes fut en désaccord avec lui, estimant que le trio formé avec le Docteur et Sarah Jane fonctionne assez bien. Même s'il dira plus tard le regretter, Hinchcliffe insistera sur le départ du personnage, coupant de plus en plus le lien du Docteur avec UNIT. Apprenant que son personnage n'apparaîtrait plus dans la série, Nicholas Courtney demanda que le Brigadier meure lors d'un acte héroïque, ce qui fut refusé, le personnage étant jugé comme trop iconique.

### Casting
- John Woodnutt avait tenu le rôle d'Hibbert dans Spearhead from Space (1970) et celui de l'Empereur Draconien dans Frontier in Space (1973) il réapparait jouer le rôle du consul Seron dans The Keeper of Traken (1981).
- Angus Lennie avait joué le rôle de Storr dans The Ice Warriors (1967).
- C'est la dernière apparition de Nicholas Courtney dans le rôle du Brigadier avant Mawdryn Undead en 1983.

### Tournage
Le réalisateur engagé pour cet épisode fut Douglas Camfield, un habitué de la série, qui n'avait pas tourné depuis 4 ans et l'épisode Inferno à la suite de problèmes de santé aggravés par le stress de la production de la série. Ayant été intrigué par le scénario de Stewart, celui-ci accepta de tourner cet épisode. Néanmoins, la production n'eut pas le budget nécessaire pour réellement tourner en Écosse.
Le tournage débuta le 17 mars 1975 dans le Sussex de l'Ouest à Climping par les scènes de plage, puis dans les plaines d'Ambersham pour les scènes autour du TARDIS ainsi que les scènes se déroulant dans le village fictif de Tullock Moor. L'atterrissage du vaisseau des Zygons et les scènes d'hôpitaux eurent lieu non loin d'une carrière de Storrington. À partir du 20 mars, le tournage des scènes d'auberge furent effectuées à Charlton et les scènes au bord du loch Ness furent filmées dans un étang des environs.
Le 26 mars des plans de la Millbank Tower et du Westminster Bridge furent tournés à Londres.
Le même jour, des plans du Skarasen furent tournés en stop-motion. Les jugeant de mauvaise qualité, Camfield en utilisera le moins possible.
Les tournages en studio eurent lieu les 7 et 8 avril 1975 au studio 3 du Centre Televisuel de la BBC pour l'enregistrement des parties 1 et 2 ainsi que les 22 et 23 avril pour celles des parties 3 et 4. À cette époque, Philip Hinchcliffe estime que le monstre du loch Ness occupe assez peu de place dans l'épisode et renomme l'épisode Terror of the Zygon. Bien que le bloc de tournage de la saison 12 fut officiellement fini, le travail sur la 13e saison commencera sans pause dans la production.

## Diffusion et réception
| Épisode | Date de diffusion | Durée | Téléspectateurs en millions | Archives            |
| --- | ----------------- | ----- | --------------------------- | ------------------- |
| Épisode 1 | 30 août 1975      | 21:41 | 8,4                         | Bandes couleurs PAL |
| Épisode 2 | 6 septembre 1975  | 25:08 | 6,1                         | Bandes couleurs PAL |
| Épisode 3 | 13 septembre 1975 | 24:09 | 8,2                         | Bandes couleurs PAL |
| Épisode 4 | 20 septembre 1975 | 25:22 | 7,2                         | Bandes couleurs PAL |
| Diffusé en quatre parties du 30 août au 20 septembre 1975, l'épisode fit un score d'audience assez contrasté. |                   |       |                             |                     |

L'épisode fut diffusé en français les samedi et dimanche à 6h30 sur TF1 du 21 mai 1989 au 3 juin 1989 sous le titre de La Terreur des Zygons,.
Si Harry quitte l'équipage du TARDIS à partir de cet épisode, on le retrouve néanmoins comme compagnon du Docteur dans un comic book publié un an après dans le Doctor Who Annual 1977 sous la plume de Paul Crompton.

### Critiques
Les auteurs de Doctor Who : The Television Companion (1998) estiment que cet épisode donne un portrait caricatural de l'Écosse et montre à quel point la série abandonne peu à peu l'utilisation de UNIT qui reste toutefois « digne et crédible ». Ils saluent la réalisation des Zygons et même s'ils trouvent le concept de changement de corps peu originale ainsi que la réalisation du Skarasen piteuse, ils trouvent que l'histoire demeure solide.
En 2010, Mark Braxton de Radio Times salut le design « exquisément horrible » des Zygons ainsi que le cliffhanger de la première partie où un Zygon attaque Sarah. Même s'il trouve le monstre du Loch Ness raté, il reste positif sur le jeu des acteurs, notamment John Woodnutt, la musique et la production générale de l'épisode.

## Novélisation
L'épisode fut novélisé sous le titre Doctor Who and the Loch Ness Monster par Terrance Dicks et publié en janvier 1976. Lors de sa réédition, il reprendra son titre original et porte le numéro 40 de la collection Doctor Who des éditions Target Book. Dans cette version, les Zygons portent un dard mortel, le TARDIS disparaît après s'être posé et le Premier Ministre est joué par un homme. Ce roman fut traduit en allemand et fut publié en juin 1979 aux USA chez Pinnacle Edition.

## Éditions commerciales
L'épisode n'a jamais été édité en français, mais a connu plusieurs éditions au Royaume-Uni et dans les pays anglophones.
- L'épisode sortit en VHS en novembre 1988 dans un format « Omnibus » où le générique et la reprise du cliffhanger entre chaque partie étaient supprimés.
- L'épisode fut le premier épisode de la série à sortir en Laserdisc en 1997.
- La version VHS sera réédité en version « épisodiques » en août 1999 (Royaume-Uni) et 2000 (USA et Canada.)
- La musique de l'épisode sera édité en CD en 2000 avec celle de The Seeds of Doom
- L'épisode eu droit à une sortie en DVD le 30 septembre 2013, complétant l'édition DVD de la totalité des épisodes classiques disponibles[10],[11]. La version DVD offre une version "Directors Cut" avec une scène restaurée et recolorisée où le Docteur, Sarah et Harry arrivent en écosse[12].